# William Colenso
William Colenso, född 17 november 1811 i Penzance i Cornwall, död 10 februari 1899 i Napier, Nya Zeeland, var en brittisk missionär och botaniker.
Auktorsnamnet Colenso kan användas för William Colenso i samband med ett vetenskapligt namn inom botaniken; se Wikipediaartiklar som länkar till auktorsnamnet.